# 弗兰克·萨克尔
弗兰克·萨克尔（英語：Frank Saker，1907年8月10日—1980年4月6日），加拿大男子皮划艇运动员。他曾代表加拿大参加1936年夏季奥林匹克运动会皮划艇比赛，获得一枚银牌和一枚铜牌。